# Kurt-Joachim Friedel
Kurt-Joachim Friedel (* 5. April 1921 in Stettin; † 11. Januar 2013 in Malsfeld-Elfershausen) war ein deutscher Komponist.

## Leben
1934 erhielt Kurt-Joachim Friedel ein Stipendium für Violinen, Gehörbildung und Musikgeschichte am Stern’schen Konservatorium. Ab 1939 bekam er Unterricht bei Reda in den Fächern Klavier und Komposition sowie bei Drwenski an der Orgel. Ab 1946 besaß er ein Stipendium für Kompositionsunterricht bei Wolfgang Jacobi in München und unterhielt einen regen Kontakt mit Fritz Büchtger vom Studio für Neue Musik. 1954 widmete er sich in Berlin der Komposition bei Siegfried Borris und Herbert Baumann.
Sein kompositorisches Schaffen umfasste überwiegend geistliche Werke.

## Werke (Auswahl)
- Wie schön leuchtet der Morgenstern. Orgel, Verlag Merseburger Kassel
- Jesus Christus, unser Heiland. Orgel. Verlag Merseburger, Kassel
- Sonatine 1. Blockflöte und Klavier. Verlag Merseburger, Kassel
- Sonatine 2. Blockflöte und Klavier. Verlag Merseburger, Kassel
- Herzliebster Jesu. Orgel. Verlag Merseburger, Kassel
- Kleine Suite. Flöte Solo. Verlag Merseburger, Kassel